# Satoshi Koga
Satoshi Koga (古賀 聡 Koga Satoshi?,  nacido el 12 de febrero de 1970 en Yokohama, Kanagawa) es un exfutbolista japonés. Jugaba de centrocampista y su último club fue el Sanfrecce Hiroshima de Japón.

## Trayectoria

### Clubes
| Club                | País  | Año         |
| ------------------- | ----- | ----------- |
| Kashima Antlers     | Japón | 1992 - 1996 |
| Brummell Sendai     | Japón | 1997        |
| Sanfrecce Hiroshima | Japón | 1998 - 2000 |

## Palmarés

### Títulos nacionales
| Título    | Club            | País  | Año  |
| --------- | --------------- | ----- | ---- |
| J1 League | Kashima Antlers | Japón | 1996 |